# Kenan & Kel
Kenan & Kel es una serie de televisión estadounidense que originalmente se emitió en Nickelodeon desde 1996 hasta 2000. Se produjeron 61 episodios y dos película para la TV durante 4 temporadas. Las primeras dos temporadas se filmaron en Nickelodeon Studios, en Orlando, y las siguientes temporadas, en Nickelodeon On Sunset, en Hollywood.
Kenan & Kel ganó el premio al «Programa de televisión favorito» en los Kids' Choice Awards 1998.

## Sintonía
La sintonía del programa, titulada «Aw, Here It Goes», está interpretada por el rapero Coolio. Este aparece en los créditos iniciales junto a Kenan y Kel. La letra describe el formato de la serie y hace referencias a otras parejas famosas, como Abbott y Costello, Penn y Teller, y Magic Johnson y Kareem Abdul-Jabbar, así como a Nancy Drew y The Hardy Boyz.

## Argumento
La serie sigue a Kenan Rockmore y Kel Kimble, un par de estudiantes de secundaria que pasan por varias desventuras, que generalmente ocurren como resultado de que Kenan ideó un plan para hacerse rico o evitar problemas con sus mayores, específicamente sus padres o de su jefe en Rigby's, Chris. Estos esquemas a menudo se frustran como resultado de la naturaleza distante y la torpeza de Kel.
Los episodios abren y cierran con ambos protagonistas rompiendo la cuarta pared al interactuar con una audiencia de estudio de pie frente a una cortina roja que se coloca frente al escenario principal mientras aún están en el personaje. Por lo general, presentan cosas relacionadas con el episodio en sí. Una escena recurrente de las aperturas es cuando Kel nunca sabe de qué se tratará el episodio en cuestión y Kenan se niega a decírselo, mientras que los cierres de episodio frecuentemente muestran a Kenan ideando un nuevo plan, a menudo pidiéndole a Kel que consiga varios artículos y reunirse con él en algún lugar. Tanto en el inicio del programa como al final, Kel exclama su eslogan: «Oh, ¡ahí vamos!».

## Reparto

### Principales
- Kenan Thompson como Kenan Rockmore.
- Kel Mitchell como Kel Kimble.
- Dan Frischman como Christopher "Chris" Potter.
- Ken Foree como Roger Rockmore.
- Teal Marchande como Sheryl Rockmore.
- Vanessa Baden como Kira Rockmore.
- Alexis Field como Sharla Morrison.
- Biago Messina como Marc Cram.
- Hersha Parady como la Directora Dimly.
- Doreen Weese como la Sra. Quagmire.
- Mystro Clark como Erik.

### Invitados especiales
| - Rondell Sheridan - Bob Eubanks - Tamia - Mona Lisa (cantante) - Karan Ashley - Joyce Brothers - Nick Cannon - Britney Spears - David Alan Grier - Bill Bellamy - Dan Schneider - Hersha Parady - Ron Harper | - Linda Cardellini - Oliver Muirhead - Paul Vogt - Devon Alan - Downtown Julie Brown - Missy Doty - Kevin Shinick - Milton Berle - Johnny Brown - Whitman Mayo - Kim Fields - The Lady of Rage - Josh Server | - Eve Plumb - Shaquille O'Neal - Paul Parducci - Kurt Loder - Uncle John de Son Marget - Daughter Chlara de Búger - Luchia Revelations Papito Tour - Gaspana Vichari's (Death) - Chris Edgerly - Cullen Douglas - Leland L. Jones - Claudette Roche - Kevin Kopelow - Chrystee Pharris - TJ Thyne - Amy Richards - Betty Jorge Quiroz |

## Episodios
| Temporadas | Temporadas     | Episodios           | Estreno Original        | Estreno Original      |
| Temporadas | Temporadas     | Episodios           | Estreno de la temporada | Final de la temporada |
| ---------- | -------------- | ------------------- | ----------------------- | --------------------- |
|            | 1              | 14                  | 15 de julio de 1996     | 17 de enero de 1997   |
|            | 2              | 13                  | 6 de septiembre de 1997 | 3 de enero de 1998    |
|            | 3              | 22                  | 10 de octubre de 1998   | 24 de abril de 1999   |
|            | 4              | 12                  | 7 de agosto de 1999     | 1 de abril de 2000    |
|            | Película final | Película para la TV | 22 de julio de 2000     | 22 de julio de 2000   |

## Producción
La serie fue grabada delante de una audiencia en vivo en los estudios Nickelodeon, en Universal Studios en Orlando, Florida (1.ª y 2.ª temporadas) y en Nickelodeon on Sunset Studios en Hollywood, California (3.ª temporada en adelante), y se grabó entre el 15 de julio de 1996 y el 3 de mayo de 2000, totalizando un total de 62 episodios. Una película de televisión de la serie que fue creada, titulada "Dos cabezas piensan mejor que ninguna", se estrenó el 15 de julio de 2000, oficializando el final de la serie.

## Relanzamientos
Después de salir del aire del canal Nickelodeon (E.U.A.) desde el 2003, se empezó a transmitir en el canal hermano The N el 13 de octubre de 2007. Eventualmente el show dejó el canal, luego regresó el 6 de julio de 2009. Después de eso, el show dejó otra vez el canal el 2 de agosto de 2009. Nickelodeon Reino Unido también puso al aire el show hasta junio de 2007, y el 2 de junio de 2008 volvió. Los episodios nunca se volvieron a ver en los Estados Unidos desde el 6 de agosto de 2009, cuando The N dejó el show. En un episodio del programa The Tonight Show Starring Jimmy Fallon se recrea una escena donde aparecen los personajes originales mostrando el típico humor del sketch
Desde 2015 tras la desaparición del bloque nocturno Nick@Nite se pudo ver el show en Nickelodeon en la madrugada en Argentina hasta mediados de 2016. También el show volvió a Nickelodeon Reino Unido desde el 20 de julio de 2010, en compañía de The Amanda Show al igual que en el bloque Nick@Nite de México, Colombia y El Salvador.
Sin embargo, el canal Nickelodeon en el 12 de septiembre de 2015 creó un canal de Youtube el cual causó furor en las redes sociales y la misma red, este video se llamaba "The Splat is coming" con el hashtag #TheSplatIsComing y simbolizaría el regreso de transmisiones de varios programas, entre estos se encontraba Kenan & Kel pero sería solo un regreso de transmisiones. Actualmente en Estados Unidos Ya está "NickRewind" como sucesora de Nick@Nite aunque su horario es unas horas más temprano a las 22:00 h.
Para el 20 de julio del 2017 fue emitida en la tercera y penúltima votación de Nick Retro 20 años durante el especial de 20 años de Nickelodeon Latinoamérica al ser la tercera serie ganadora del especial.
En 2020, la serie fue relanzada en la plataforma de Pluto TV, se encuentra disponible en un canal exclusivo de la serie que dura las 24 horas y en bajo demanda.

## iTunes
El 28 de julio de 2011 la primera temporada de Kenan & Kel fue lanzada en la tienda de música digital iTunes. La segunda temporada fue puesta a la venta el 28 de noviembre de 2011; la tercera, el 13 de febrero de 2012; y la cuarta, el 13 de agosto de 2012.